# Borgorose
Borgorose település Olaszországban, Lazio régióban, Rieti megyében. Lakosainak száma 4218 fő (2023. január 1.). Borgorose Lucoli, Magliano de’ Marsi, Pescorocchiano, Sante Marie, Tornimparte, L’Aquila és Fiamignano községekkel határos.

## Népesség
A település népességének változása:
| Lakosok száma | 4542 | 4486 | 4218 |
|               | 2017 | 2018 | 2023 |